# الحمراء (حبيش)

تعديل مصدري - تعديل

الحمراء هي إحدى قرى عزلة الناحية بمديرية حبيش التابعة لمحافظة إب، بلغ تعداد سكانها 315 نسمة حسب تعداد اليمن لعام 2004.